# Pořešín (Kaplice)
Pořešín(německy Gros Poreschin) je vesnice, část města Kaplice v okrese Český Krumlov. Nachází se asi 4,5 km na sever od Kaplice. Je zde evidováno 106 adres.
Pořešín je také název katastrálního území o rozloze 8,2 km². V katastrálním území Pořešín leží i Pořešinec a Rozpoutí.

## Historie
První písemná zmínka o vesnici pochází z roku 1312.

## Památky a zajímavosti
- Zřícenina hradu Pořešín asi 500 m od vsi, v jehož areálu je vybudováno hradní muzeum
- Křížek u čp. 25 datovaný rokem 1883
- Křížek v zahradě u čp. 49
- Pomník padlým v první světové válce

## Galerie

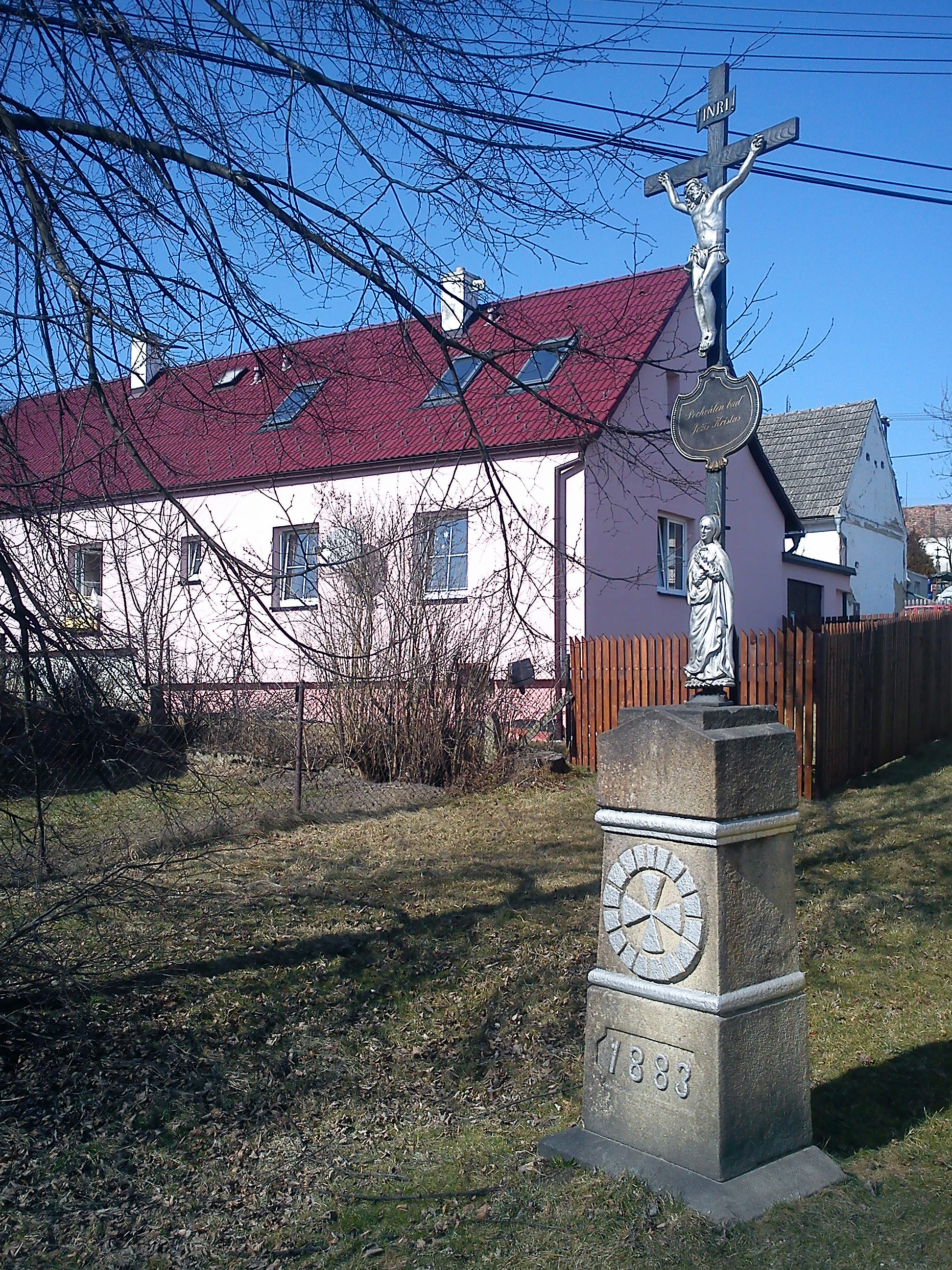
Křížek u domu čp. 25
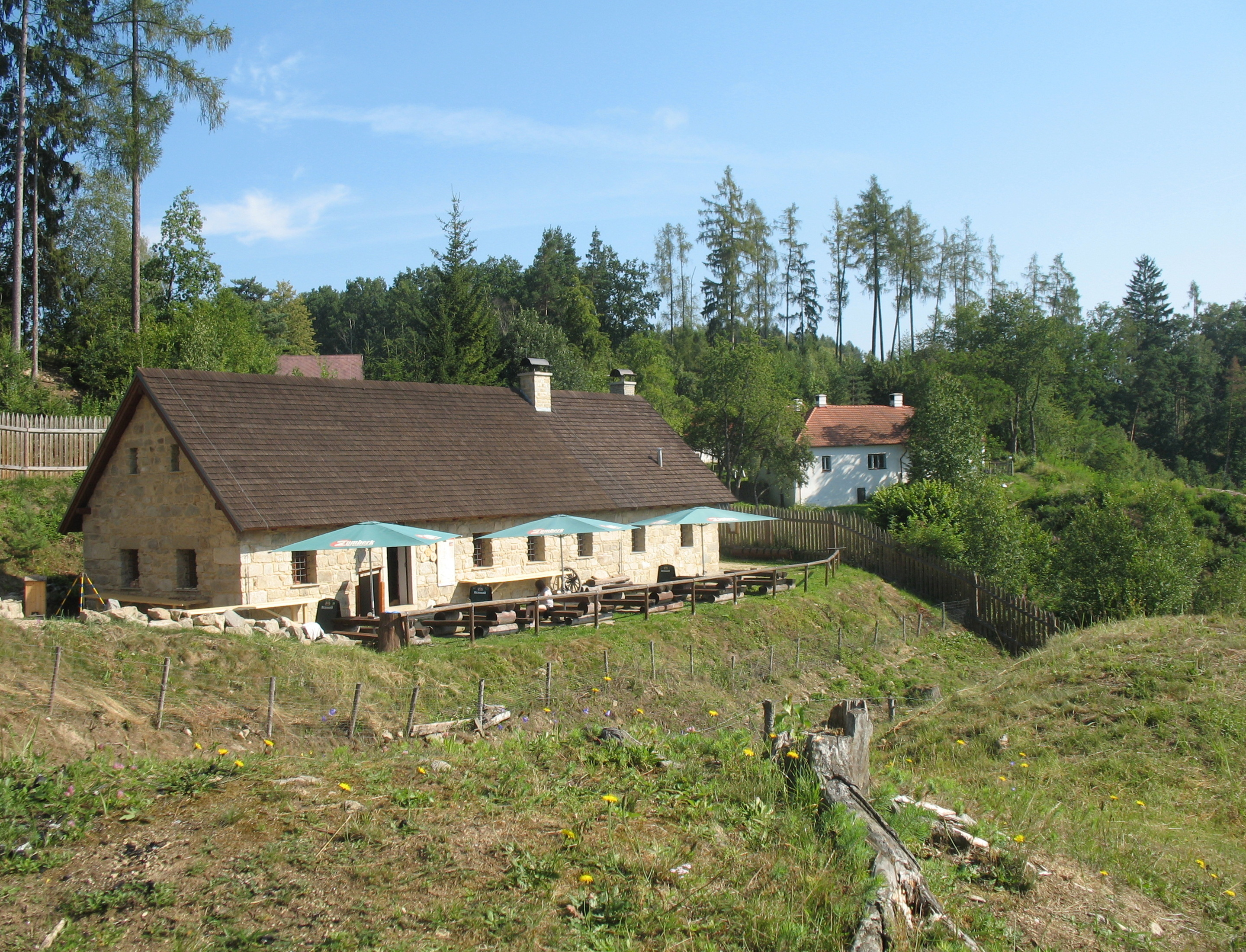
Budova muzea v areálu hradu
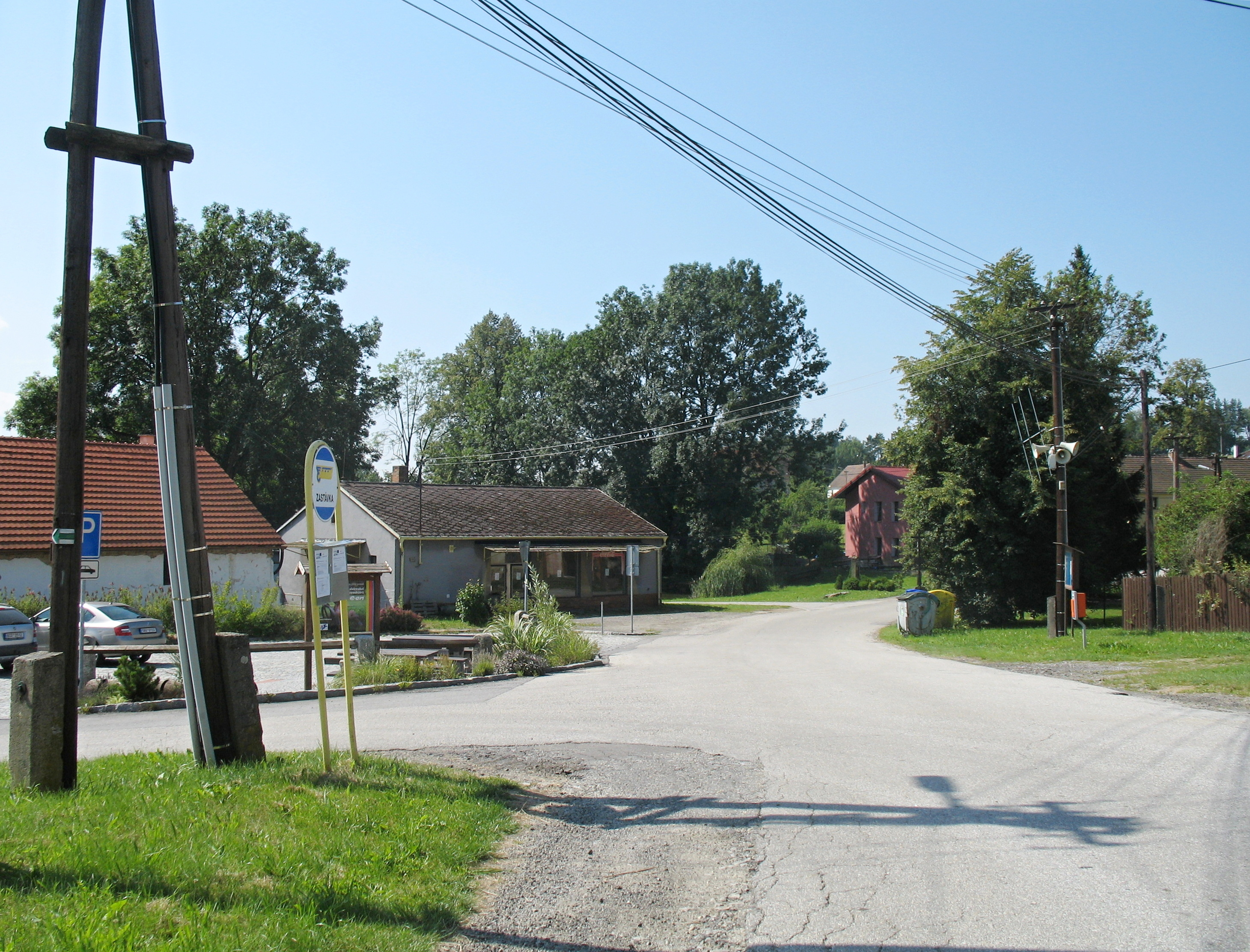
Autobusová zastávka v centru vesnice
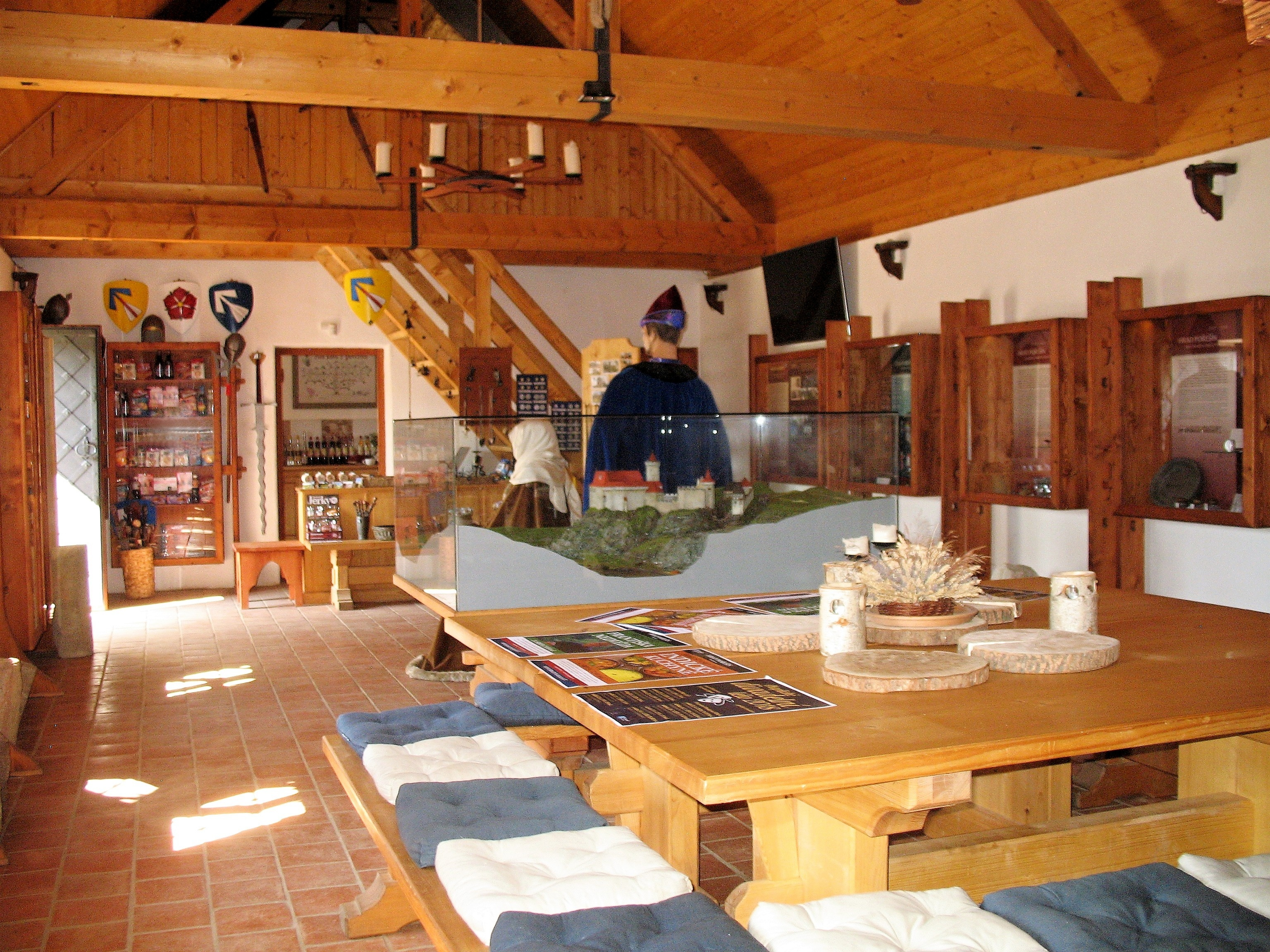
Expozice v hradním muzeu
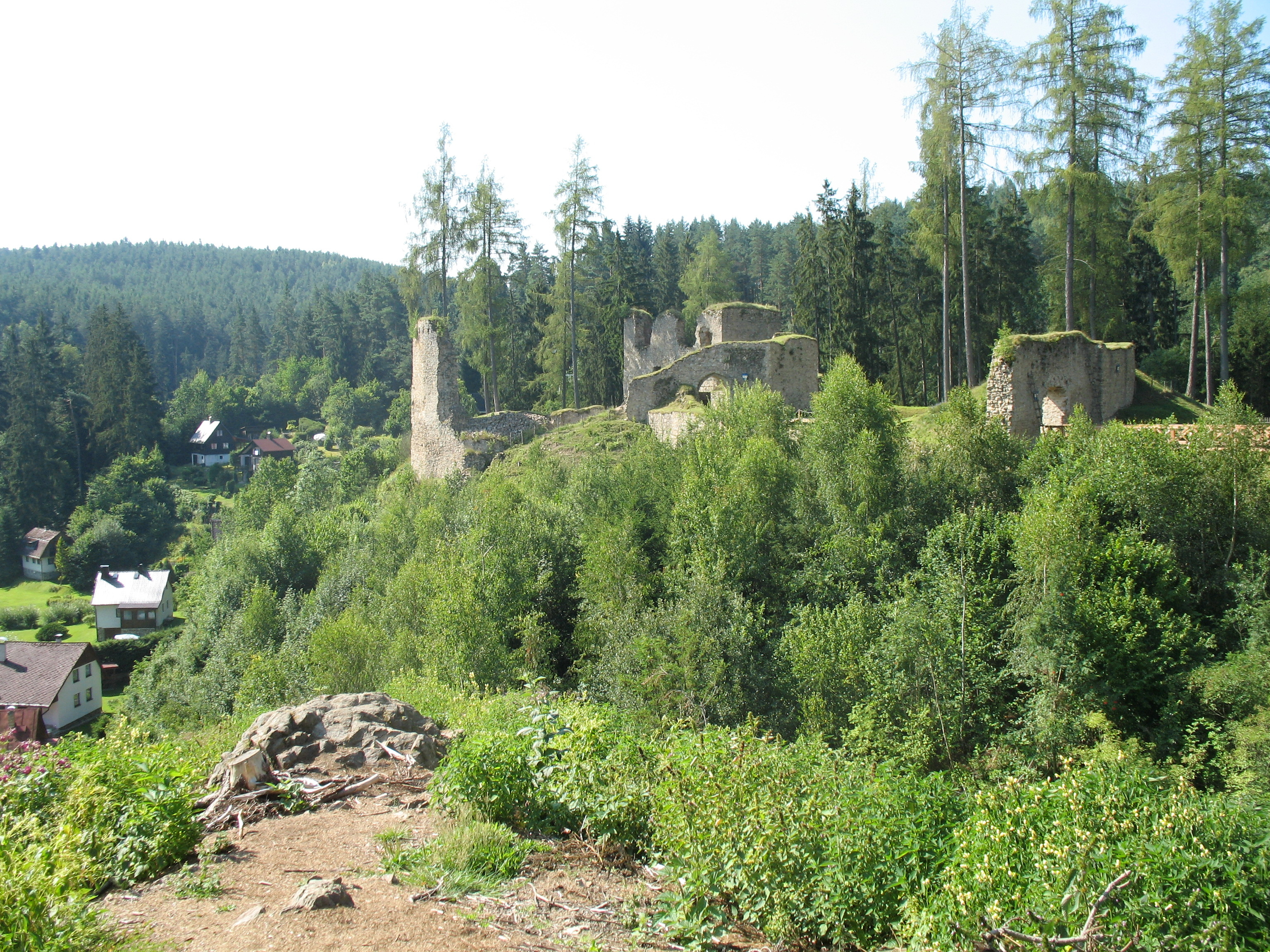
Hrad a rekreační chaty nad údolím Malše
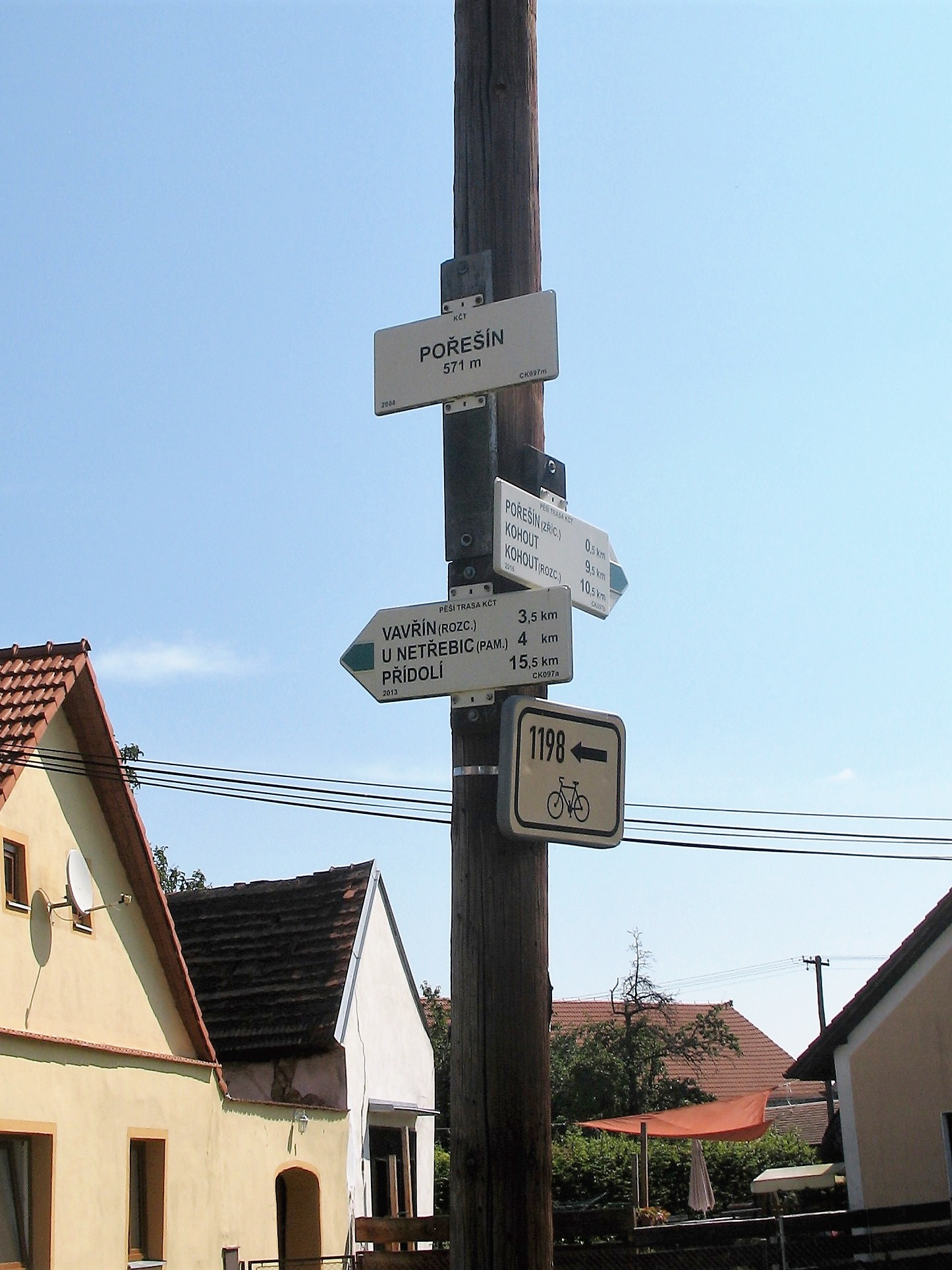
Turistický rozcestník u autobusové zastávky